# Маркетингова термінологія
А Б В Г Ґ Д Е Є Ж З І Ї Й К Л М Н О П Р С Т У Ф Х Ц Ч Ш Щ Ю Я
| - Агент - Агент виготовлювача - Агент збутовий - Агент промисловий - Агентство з надання маркетингових послуг - Агрегація ринку - Адаптація до ринку - Адаптація комунікації - Адаптація товару - Ажіотаж - Аналіз бізнесу-портфеля - Аналіз конкурентів - Аналіз споживчої цінності - Атака - Атмосфера - Аукціон - Багатомарочний підхід - Бажаний колектив - Бажані товари - База даних про покупців - Базисний аналіз - Баланс - Бізнес-маркетинг - Бізнес-портфель - Біржа бартерна - Біржа товарна - Біржа - Брокер - «Важкі діти» - Валові витрати - Валютний контроль - Вартісний аналіз - Вертикальна маркетингова система (ВМС) - Вибір постачальника - Вибір цільових ринків - Вибірка - Вибірна увага - Вибірне спотворення - Вибірний попит - Вимірність - Винагороди постійним клієнтам - Винахід - Винахід новинки - Випереджальні індикатори - Витрати маркетингу - Відбір ідей - Відбір цільових сегментів ринку - Внутрішній аудит - Внутрішній маркетинг - Внутрішня служба збуту - Генерація ідей - Геодемографія - Глибина номенклатури товарів (глибина товарної номенклатури) - «Глибина» ринку - Глобальна галузь промисловості - Глобальна організація - Глобальна фірма - Глобальний маркетинг - Горизонтальні маркетингові системи - Двосторонній маркетинг - Девіз - Демаркетинг - Демографія - Диверсифікація багатогалузева - Диверсифікація горизонтальна - Диверсифікація діяльності лізингових компаній - Диверсифікація експорту - Диверсифікація конгломератна - Диверсифікація концентрична - Диверсифікація ліквідності - Диверсифікованість - Дистриб’ютор - Диференціація продукції - Диференціація товарна - Диференціація цінова - Диференційований маркетинг - Диференціювання цін - «Дійні корови» - Діяльність маркетингова - Діяльність маркетингової служби - Довгостроковий план - Довжина каналу товароруху - Договір консигнації - Договір комісії - Договір постачання - Допоміжні матеріали і послуги - Дослідження маркетингу - Дослідження польове - Дослідження попиту - Дослідження причинно-наслідкових зв’язків - Дослідження ринків збуту - Дослідження ринку - Доступний ринок - Доступність - Думка - Економічне середовище - Економічний аналіз - Ексклюзивний розподіл - Експеримент - Експорт - Експортний відділ - Еластичність пропонування за цінами - Ембарго - Етап виведення на ринок - Етап занепаду - Етап зрілості - Етап зростання - Етичні мотиви повідомлення - Життєвий цикл товару (ЖЦТ) | - Загальний опис потреби - Задоволення споживача - Закони Енгеля - Залік - Заліки на стимулювання збуту - Запас підготовлений - Запас резервний - Запас страховий - Запас товарний - Запас утворених товарів - Запаси матеріальні - Запаси товарів (товарні запаси) - Запит пропозицій - Запити - Заплановане застарівання - Засвоєння - Засоби масової інформації - Захоплення - Збут інтенсивний - Збут націлений - Збут непрямий - Збут продукції - Збут прямий - Збут селективний (вибірковий) - Звичайна товарна закупівля - Звична купівельна поведінка - Звіт про результати господарської діяльності (звіт про прибутки і збитки, або звіт про прибуток) - «Зірки» - Змінена повторна закупівля - Змінні витрати - Знак фірмовий - Значущість - Знижка - Знижка за кількість товару, що закуповується - Знижка за оплату готівкою - «Зняття вершків» - Зовнішній аудит - Зовнішня служба збуту - Зрілість (стабілізація) - Зустрічна торгівля (компенсаційна торгівля) - Ідея товару - Імідж марки - Імідж товару - Імідж товару (послуги) підприємства - Інвайронменталізм - Індивідуальний маркетинг - Індустрія - Ініціатор - Інноваційний маркетинг - Інноваційний потенціал - Інноваційний процес - Інновація - Інтегроване управління товарорухом - Інтегрований прямий маркетинг - Інтегровані маркетингові комунікації - Інтенсивний розподіл - Інтерактивний маркетинг - Інтернет - Інформативна реклама - Інформація внутрішньофірмової звітності - Інфраструктура - Інфраструктура виробнича - Інфраструктура ринку - Канал збуту - Канал нульового рівня - Канал прямого маркетингу - Канал розповсюдження - Канал розподілу (маркетинговий канал) - Канал товароруху дворівневий - Канали неособистої комунікації - Канали особистої комунікації - Канали розподілу - Канали розподілу непрямі - Канали розподілу прямі - Канали розподілу товару - Капітал торгової марки - Капітальне майно - Карти-схеми сприйняття - Кваліфікований ринок - Квота - Керована вертикальна маркетингова система - Керування за контрактом - Керування запасами - Керування маркетингом - Керування продуктом - Керування ситуаційне - Керування якістю продукції - Кількісне дослідження - Клуб-склади або клуб оптовиків - Ключові чинники успіху - Командна торгівля - Комбіновані маркетингові системи - Комерціалізація - Комерційні інтерактивні служби - Комівояжер - Компанії з організації товароруху - Компанія, орієнтована на конкурентів, - Компанія, орієнтована на ринок, - Компанія, орієнтована на споживача, - Компанія, що обслуговує ринкову нішу, - Компанія-послідовник - Комплекс просування - Комплексна закупівля - Комплексне керування якістю - Комунікація маркетингова - Конверсійний маркетинг - Конкурентна перевага - Конкурентні стратегії - Конкуренція монополістична - Конкуренція недосконала - Конкуренція нецінова - Конкуренція нечесна - Конкуренція олігополістична - Конкуренція предметна - Конкуренція «примарна» - Конкуренція функціональна - Конкурси, лотереї і гра - Консьюмеризм - Контакт - Контактна аудиторія - Контроль маркетингу - Конфлікт - Конфлікт всередині каналу розподілу - Конфлікт по вертикалі - Конфлікт по горизонталі - Конфлікт функціональний - Концентрований маркетинг - Концепція вдосконалення виробництва - Концепція вдосконалення товару - Концепція збуту - Концепція інтенсифікації комерційних зусиль - Концепція маркетингу - Концепція соціально-етичного маркетингу - Концепція товару - Кон'юнктура ринку - Корисні товари - Користувач - Корпоративне ліцензування - Крамниця-демонстраційний зал, що торгує за каталогами - Крамниця зі зниженими цінами - Крамниця товарів повсякденного попиту - Крива досвіду - Кругообіг роздрібної торгівлі - Культура - Купівельна поведінка - Купони - Лідер ринку - Ліцензійна марка - Ліцензування - Макросередовище - Макроструктура ринку - Марка - Марка виробника (національна марка) - Маркетинг - Маркетинг відносин - Маркетинг внутрішній - Маркетинг диференційований - Маркетинг експортний - Маркетинг з усвідомленням своєї місії - Маркетинг за видами товарів і послуг (нетоварний маркетинг) - Маркетинг за каталогом - Маркетинг завойовницький - Маркетинг інтенсивний - Маркетинг конверсійний - Маркетинг масовий - Маркетинг міжнародний - Маркетинг на рівні ринкових ніш - Маркетинг науково-технічний - Маркетинг недиференційований - Маркетинг одноступінчастий - Маркетинг пасивний - Маркетинг підтримувальний - Маркетинг пробний - Маркетинг промисловий - Маркетинг протидіючий - Маркетинг прямих інвестицій - Маркетинг розвиваючий - Маркетинг стимулюючий - Маркетинг товарно-диференційований - Маркетинг цільовий - Маркетинг ціннісних переваг - Маркетинг ціновий - Маркетинг, орієнтований на споживача - Маркетингова інформаційна система (МІС) - Маркетингова можливість фірми - Маркетингова петля якості - Маркетингова ревізія - Маркетингове макросередовище - Маркетингове мікросередовище - Маркетингове середовище - Маркетингове середовище фірми - Маркетинговий аудит - Маркетинговий комплекс - Маркетингові дослідження - Маркетингові посередники - Маркетингові розвідувальні дані - Маркетингу плани - Маркетингу принципи - Маркетингу програма - Маркетингу тактика - Маркетингу функції - Маркування вантажів - Масова індустрія - Масовий маркетинг - Матеріали і комплектувальні вироби - Матриця зростання/частка ринку - Менеджер з виробництва - Менеджер з маркетингу - Менеджер з продажу - Менеджер з реклами - Менеджмент служби збуту - Мета реклами - Метод конкурентного паритету - Метод моделювання ринку - Метод обчислення індексу чинників збуту - Метод розрахунку в процентах до суми продажу - Метод розрахунку від готівкових коштів - Метод ціноутворення «собівартість плюс надбавка» - Міжнародний відділ - Міжринкова сегментація - Мікромаркетинг - Мікросередовище - Мікроструктура ринку - Міра готовності покупця до сприйняття товару - Мода - Монополістична конкуренція | - Нагадувальна реклама - Надбавка за кількість - Насичення товарного асортименту - Науково-технічне середовище - Невіддільність послуг - Невпевнена купівельна поведінка - Недиференційований маркетинг - Недовговічність послуг - Неоднозначне позиціонування - Неповноцінні товари - Непостійність якості послуг - Нетарифні торгові бар’єри - Нова закупівля - Новачок ринкових ніш - Норма запасу - Носії реклами - Обмін - Образ життя - Огляд плану маркетингових заходів - Однобічне позиціонування - Одночасне обслуговування кількох ніш - Олігополістична конкуренція - Операція - Описове дослідження - Опитування - Оптовики з обмеженим циклом обслуговування - Оптовики з повним циклом обслуговування - Оптовики, що торгують за готівковий розрахунок і без доставки товару - Особи впливові - Особи, що ухвалюють рішення - Особистий продаж - Оформлення замовлення - Оцінювання варіантів - Оцінювання ефективності роботи постачальника - Оцінювання характеристик товару - Паблік рилейшнз - Паралельне розроблення товару - «Парасолька цін» - Партизанський маркетинг - Первинні дані - Переконлива реклама - Підготовка до контакту - Підрядне виробництво - Підтримуючий маркетинг - Підхід за рівнем трудомісткості - Пізнавальний (когнітивний) дисонанс - Побічні продукти виробництва - Поверхове позиціонування - Повна цінність споживача - Повторні дані - Погляди - Подолання розбіжностей - Позиціонування товару на ринку - Позиція товару - Поінформований маркетинг - Покупець - Політичне середовище - Попит ажіотажний - Попит бажаний - Попит вторинний - Попит громадський - Попит еластичний - Попит залежний - Попит кінцевий - Попит надмірний - Попит негативний - Попит нееластичний - Попит незадоволений - Попит незалежний - Попит нераціональний (ірраціональний) - Попит нерегулярний - Попит нульовий - Попит оптимальний (повний) - Попит очікуваний - Попит первинний - Попит підвищений - Попит платоспроможний - Попит повноцінний - Попит похідний (сполучений) - Попит прихований - Попит споживачів - Попит стимулювальний - Попит сукупний - Попит, що падає - Послідовне розроблення товару - Послуга - Послуги виробничі - Послуги матеріальні - Послуги на світовому ринку - Послуги з післяпродажної підтримки товару - Послуги торгові - Постачальники - Постійні витрати - Потенційний ринок - Потреба - Пошук інформації - Пошук покупця - Пошук постачальників - Пошукова купівельна поведінка - Пошукове дослідження - Презентація - Премії - Претендент на лідерство - Приватна марка (посередницька, дилерська, магазинна марка) - Природне середовище - Пробний маркетинг - Прогнозування - Проект ринкової стратегії - Промоушн - Проникнення на ринок - Пропаганда - Пропозиція продажу, розрахована на емоційний вплив - Пропозиція про часткове відшкодування витрат - Протидіючий маркетинг - Процес купівлі підприємством-покупцем - Процес продажу - Процес сприйняття - Пряме інвестування - Прямий маркетинг - Прямий поштовий маркетинг - Психографіка - Психографічна сегментація - Раціональні мотиви - Реакція на купівлю - Реалізація маркетингу - Реклама - Реклама безпосередня - Реклама в пресі - Реклама внутрішньофірмова - Реклама для професіоналів - Реклама для споживача - Реклама друкована - Реклама з метою розширення збуту - Реклама з метою створення престижу підприємства в суспільстві - Реклама зовнішньоторговельна - Реклама зовнішня - Реклама інституційна - Реклама інформативна - Реклама кооперативна - Реклама на місці продажу товарів - Реклама на транспорті - Реклама непряма - Реклама переконувальна - Реклама підкріплювальна - Реклама підтримувальна - Реклама порівняльна - Реклама престижна, або фірмова - Реклама телевізійна - Реклама торгова - Реклама, що нагадує - Рекламні сувеніри - Ремаркетинг - Референт рекламний - Референтні групи - Ринкова стратегія - Ринковий послідовник - Ринковий претендент - Ринок - Ринок активний - Ринок аукціонний - Ринок відкритий - Ринок вільний і відкритий - Ринок внутрішній - Ринок вторинний - Ринок двосторонній - Ринок двоярусний - Ринок державних установ - Ринок дилерів - Ринок другорядний - Ринок з недостатнім попитом - Ринок закритий - Ринок змішаний - Ринок інвертний - Ринок інжинірингових послуг - Ринок млявий - Ринок некомерційних організацій - Ринок подвійного аукціону - Ринок покупця - Ринок посередників - Ринок потенційний - Ринок продавця - Ринок реального товару - Ринок регіональний - Ринок споживчий - Ринок, що обслуговується - Рівень товаророзподілу - Річний план - Рішення про купівлю - Розвиваючий маркетинг - Роздрібні крамниці, що торгують за готівковий розрахунок і без доставки - Роздрібні торговельні підприємства з обмеженим обслуговуванням - Роздрібні торговельні підприємства з повним обслуговуванням - Роздрібні торговельні підприємства самообслуговування - Розповсюдження зразків - Розповсюдження товару в незмінному вигляді - Розподільний центр - Розрахунок ціни за методом «прямі витрати плюс прибуток» - Розрахунок ціни на підставі принципу беззбитковості - Розроблення нових товарів - Розширення асортименту - Розширення марки - Розширення меж використання марки - Розширення меж ринку - Розширення сімейства марки - Роль людини | - Самосприйняття - Сегмент ринку - Сегментація ринку - Сегментований маркетинг - Сегментування за географічним принципом - Сегментування за демографічним принципом - Сегментування за мотивами для здійснення купівлі або використання товару - Сегментування за ознакою статі - Сегментування за поведінковим принципом - Сегментування за рівнем прибутків - Сегментування на підставі врахування віку - Сегментування на підставі врахування етапів життєвого циклу - Сегментування на підставі шуканих вигід - Сезонна знижка - Селективний розподіл - Середовище зовнішнє - Сила впливу - Синхронний маркетинг - Система надання споживчої цінності - Системи даних одного джерела - Складна купівельна поведінка - «Собаки» - Соціально-етичний маркетинг - Спекулятивне позиціонування - Спеціалізована індустрія - Спеціалізована крамниця - Спеціальні заходи - Спільна марка - Спільна підприємницька діяльність - Спільне володіння - Споживча цінність - Споживча цінність, що надається - Споживчий ринок - Спостереження - Сприйняття - Стан купівельної готовності - Стандартизований маркетинговий комплекс - Статистичний аналіз попиту - Статус - Створення прототипу - Стиль - Стимулювання власного торгового персоналу - Стимулювання збуту - Стимулювання збуту в місцях продажу товару - Стимулювання споживачів - Стимулювання торгівлі - Стимулюючий маркетинг - «Сторожі» - Стратегічна група - Стратегічний елемент бізнесу - Стратегічний план - Стратегія залучення споживачів - Стратегія «зняття вершків» - Стратегія корпоративних марок - Стратегія марочного спектра - Стратегія міцного впровадження на ринок - Стратегія проштовхування товару - Стратегія створення марок компанії та індивідуальних марок - Стрижнева стратегія - Структура служби збуту, орієнтована на споживача - Субкультура - Сукупна споживча цінність - Сукупний ринковий попит - Сукупні споживчі витрати - Супермаркет - Супровід операції - Суспільні класи - Тариф - Телемаркетинг прямого відгуку - Телефонний маркетинг (телемаркетинг) - Територіальна структура служби збуту - Тестування концепції - Тип особистості - Товар - Товар альтернативний - Товар грошовий - Товар довготривалого користування - Товар з підкріпленням - Товар за задумом - Товар ідеальний - Товар короткочасного користування - Товар наявний - Товар-новинка - Товар у реальному виконанні - «Товар-ринок» - Товари взаємозамінні - Товари виробничого призначення - Товари заставні - Товари імпульсивного попиту - Товари обов’язкові - Товари особливого попиту - Товари пасивного попиту - Товари повсякденного попиту - Товари попереднього вибору - Товари престижні - Товари тривалого користування - Товари широкого вжитку - Товари, що доставляють задоволення - Товарна номенклатура - Товарний асортимент - Товарно-орієнтована структура служби збуту - Товарообмінний залік - Товарорух (маркетингова логістика) - Торги (тендери) міжнародні - Торги відкриті публічні - Торги закриті - Торги негласні - Торгівля - Торгівля внутрішня - Торгівля двостороння - Торгівля зовнішня - Торгівля зустрічна - Торгівля комерційна - Торгівля компенсаційна - Торгівля консигнаційна - Торговельні комплекси - Торговець - Торговець оптовий - Торговий агент - Торгові квоти - Традиційні канали розподілу - Тупикова індустрія - «Убивця» товарних категорій - Угода торговельна - Угода торговельна пряма - Угода торговельно-посередницька - Угода умовна - Універмаг (універсальний торговельний заклад) - Універсам - Універсам широкого профілю - Унікальне пропонування продажу - Упаковка - Упаковки за зниженою ціною - Усвідомлення потреби - Успіх комерційний - Установлення дискримінаційних цін - Установлення єдиної ціни з включеними в неї витратами з доставки - Установлення зональних цін - Установлення цін відносно до базисного пункту - Установлення цін для стимулювання збуту - Установлення цін з узяттям на себе витрат з доставки - Установлення цін на додаткові товари - Установлення цін на набір товарів - Установлення цін на обов’язкове обладнання - Установлення цін на побічні продукти виробництва - Установлення цін у межах товарного асортименту - Установлення цін, орієнтованих на цінність - Установлення ціни з урахуванням психології покупця - Установлення ціни на основі закритих торгів - Установлення ціни ФОБ в місці походження товару - Фінансові посередники - Формула маркетингу - Формулювання напрямів розроблення (ФНР) - Фрагментарна індустрія - Франко-вантаж (ФОБ) - Франко-прикордонна станція - Франко-станція відправлення - Франко-умова - Франчайз - Франчайзіат - Франчайзинг - Функції маркетингу конкретні - Функції ринку - Функціональна знижка (знижка сфері торгівлі) - Функція споживача - Цілі виходу на ринок - Цільовий маркетинг - Цільовий ринок - Ціна - Ціна «ФОБ» - Ціна «ФОБ-аеропорт» - Ціна «ФОБ-судно» - Ціна «ФОР» - Ціна «франко» - Ціна «франко-вагон» - Ціна «франко-завод-постачальник» - Ціна «франко-кордон» - Ціна «франко-перевізник» - Ціна форвардних угод - Ціни еталонні - Цінова еластичність - Ціноутворення на основі беззбитковості (забезпечення цільового прибутку) - Ціноутворення на основі рівня поточних цін - Ціноутворення на основі цінності товару - Частота повторення - Чиста конкуренція - Чиста монополія - Чистий прибуток - Чутка і чутки - Широта охоплення - Якісне дослідження - Якість - Якість товару - Ярмарок оптовий |